# Bucey-lès-Gy
Bucey-lès-Gy è un comune francese di 670 abitanti situato nel dipartimento dell'Alta Saona nella regione della Borgogna-Franca Contea.

## Società

### Evoluzione demografica
Abitanti censiti